# Concert pour piano, violon et quatuor à cordes
Le Concert pour piano, violon et quatuor à cordes en ré majeur opus 21 est une composition de musique de chambre d'Ernest Chausson. Composé entre 1889 et 1891 et dédié à Eugène Ysaÿe, il est créé le 4 mars 1892 à Bruxelles. Les interprètes étaient : Auguste Pierret (piano), Eugène Ysaÿe (violon) et le quatuor Mathieu Crickboom, Louis Biermasz, Léon van Hout et Joseph Jacob. L'accueil fut excellent puisqu'à la création le critique Pierre Lalo écrivit : « c'est l'une des œuvres les plus considérables de ces dernières années dans le domaine de la musique de chambre ».

## Structure
1. Décidé
2. Sicilienne (en la mineur)
3. Grave
4. Finale : Très animé

- Durée d'exécution : trente sept minutes.

### Ouvrages généraux
- François-René Tranchefort, Guide de la musique de chambre, Paris, Fayard, coll. « Les indispensables de la musique », 1998 (1re éd. 1989), 995 p. (ISBN 2-213-02403-0), p. 218.
- Walter Willson Cobbett (trad. de l'anglais par Marie-Stella Pâris, préf. Alain Pâris), Dictionnaire encyclopédique de la musique de chambre : A-J [« Cobbett's Cyclopedic Survey of Chamber Music »], t. 1, Paris, Robert Laffont, coll. « Bouquins », 1999 (1re éd. 1963), 1627 p. (ISBN 2-221-07847-0), p. 284.

### Monographies
- Jean Gallois, Ernest Chausson, Paris, Fayard, 1994, 605 p. (ISBN 978-2213031996)

### Articles
- Gaston Carraud, « Ernest Chausson et Gabriel Fauré », Le Ménestrel,‎ 2 avril 1920, p. 137-139 (lire en ligne)